# Dihidroxiacetona
La dihidroxiacetona (también conocida como DHA) es un carbohidrato sencillo compuesto por 3 átomos de Carbono, utilizado como ingrediente en productos cosméticos para el bronceado. Suele obtenerse a partir de plantas tales como la remolacha o la caña de azúcar, por fermentación de la glicerina.

## Química
La DHA es un monosacárido, concretamente una triosa, perteneciente al grupo de las cetosas (por tanto, es una cetotriosa). Su fórmula química es C3H6O3. Su aspecto es de un polvo higroscópico cristalino de color blanco. Tiene un sabor dulce y un olor característico. Es la más simple de todas las cetosas posibles ya que, al tener solo 3 carbonos, no posee quiralidad y es el único sin actividad óptica. Su estado de agregación normal se corresponde con un dímero, que se puede solubilizar lentamente disolviéndolo en una parte de agua y 15 de etanol. Por el contrario, la forma monomérica es muy soluble en agua, etanol, éter etílico y acetona.
La DHA puede sintetizarse de forma artificial, mezclada con gliceraldehído, llevando a cabo una oxidación suave del glicerol con algún agente oxidante como por ejemplo peróxido de hidrógeno y una sal ferrosa que actúe como catalizador.

## Biología
La forma fosforilada de la DHA, la dihidroxiacetona fosfato (DHAP), es un importante intermediario del metabolismo: participa en la glucólisis. Cuando la DHA se combina con piruvato se obtiene un suplemento nutricional muy demandado por los deportistas, ya que tomado por vía oral potencia la biodegradación de las grasas e incrementa la masa muscular.

## Usos
La DHA se describió inicialmente en la década de 1920 como un agente bronceador de la piel, por científicos alemanes. Se pudo observar que, mediante irradiación con rayos X, la DHA causaba el bronceado de la piel. Por aquel entonces dio comienzo la Segunda Guerra Mundial, con lo que todas las investigaciones científicas quedaron paralizadas para centrar todo su esfuerzo en proyectos relacionados con la guerra.
En la década de 1950, Eva Wittgenstein de la Universidad de Cincinnati retomó las investigaciones relacionadas con la DHA. Sus estudios proponían el uso de DHA como fármaco oral para niños que padeciesen glucogenosis, una enfermedad relacionada con trastornos en el metabolismo del glucógeno. Los niños recibían durante el tratamiento elevadas dosis de DHA por vía oral que, ocasionalmente, podían derramarse sobre su piel. El personal médico pudo notar que aquellas zonas de la piel que habían estado en contacto con la DHA se volvían oscuras (se bronceaban) a las pocas horas de la exposición. Eva Wittgenstein continuó sus estudios únicamente con esta sustancia, probando disoluciones de DHA en su propia piel y demostrando de esta forma el efecto pigmentario observado en los niños con glucogenosis. También pudo demostrar que la DHA no penetraba más allá del estrato córneo de la piel, es decir, de la capa de células muertas de la piel.
Estudios posteriores han analizado el efecto bronceador de la DHA sobre la piel en relación con el tratamiento que reciben los pacientes que sufren vitíligo.
El efecto bronceador de la DHA sobre la piel ha demostrado no ser tóxico y similar a la reacción de Maillard, descrita en 1912 por Louis Camille Maillard, y utilizada ampliamente en la industria alimentaria. A nivel molecular la DHA reacciona con los residuos de aminoácidos que forman parte de las proteínas contenidas en la capa de queratina de la superficie de la piel. Varios aminoácidos presentan la capacidad de reaccionar de formas diferentes con la DHA, generando así diferentes tonalidades de color desde el amarillo al marrón. Los pigmentos resultantes son denominados melanoidinas, que son similares en color a la melanina, la sustancia natural que existe en capas más profundas de la piel, tornándola bronceada cuando es expuesta a rayos UV.

### Vinicultura
Tanto la bacteria Acetobacter aceti como Gluconobacter oxydans utilizan glicerol como fuente de carbono para formar DHA. A nivel metabólico, esta DHA se forma por cetogénesis a partir del glicerol. Esto puede afectar al sabor del vino.haciéndolo más dulce. La DHA puede reaccionar con la prolina creando así un aroma semejante al olor de la tierra. Además, la DHA puede afectar también a la actividad antimicrobiana en el vino, debido a su capacidad de unir radicales SO2.

### Bronceadores artificiales
Coppertone introdujo en el mercado la primera loción autobronceadora (o bronceador artificial) en la década de 1960. Este producto fue llamado "Quick Tan" o "QT" (del inglés "bronceado rápido"). Se vendió como agente bronceador nocturno y, rápidamente, otras compañías comenzaron a producir y vender productos similares. Al cabo del tiempo, los consumidores comenzaron a cansarse de estos productos debido a los desagradables resultados obtenidos en ciertos casos, como palmas de las manos naranjas o zonas del cuerpo veteadas con diferentes intensidades de color. Debido a esta experiencia con el QT, mucha gente hoy en día sigue asociando los bronceadores artificiales con los bronceados naranjas.
En la década de 1970 la FDA (Food and Drug Administration) añadió la DHA a la lista de ingredientes cosméticos aprobados de forma permanente.
Hacia 1980, aparecieron en el mercado nuevas fórmulas de lociones autobronceadoras, mucho más refinadas, que producían un color de piel mucho más natural. Los consumidores, conscientes de los peligros de someterse a radiación UV para broncearse, dieron muy buena acogida a estos productos, con lo que su producción y sus ventas se dispararon.
En la actualidad la DHA es el principal componente activo en todos los productos de carácter autobronceador. Puede utilizarse sola o en combinación con otros componentes bronceadores como la eritrulosa. La DHA se considera el aditivo autobronceador más eficaz conocido hasta la fecha. 
Los productos autobronceadores contienen DHA en una concentración del 1% al 15%. La mayoría de ellos se encuentran entre el 3% y el 5%, pero los más profesionales se mueven entre el 5% y el 15%. Estos porcentajes se corresponden con los niveles de coloración desde más claro (<%) a más oscuro (>%). Los productos más claros, con menor porcentaje de DHA, podrían requerir varias capas de producto para obtener la tonalidad deseada. Los productos más oscuros, con mayor porcentaje de DHA, generan un color oscuro con una única aplicación, pero también son más proclives a crear veteados y tonalidades desiguales. El bronceado artificial tarda de 2 a 4 horas en comenzar a aparecer en la superficie de la piel, la cual continuará oscureciendo durante las siguientes 24-72 horas, dependiendo del tipo de producto.
Una vez que se ha producido el bronceado, éste no se puede eliminar, ni sudando ni lavándose con agua y jabón. Se irá desvaneciendo de forma gradual a lo largo de los siguientes 3-10 días desde su aplicación, siguiendo el proceso normal de exfoliación de la piel. Cualquier proceso que contribuya a la exfoliación de la capa de células muertas de la piel, como una exfoliación artificial, inmersiones prolongadas en el agua o sudar durante prolongados espacios de tiempo, conllevará un aclaramiento del bronceado, ya que es en la capa de células muertas donde tiene lugar el proceso de tinción promovido por la DHA.
Actualmente, los autobronceadores se venden en diferentes versiones, como aerosoles, lociones, geles, espumas y toallitas cosméticas. 
La DHA no daña la piel, ya que no penetra en ella, y se considerada tanto un agente bronceador seguro como un excelente suplemento nutricional. Los casos de dermatitis por contacto provocados por DHA son extremadamente raros, aunque ciertos estudios han demostrado casos de dermatitis severa en perros mexicanos sin pelo. La mayoría de los casos de sensibilidad suelen deberse a algún otro componente de los existentes en el producto, como ciertos conservantes, extractos de plantas, colorantes o aromatizantes.[cita requerida]
Los autobronceadores basados en DHA han sido recomendados por la Fundación de Cáncer de Piel, la Asociación de la Academia Americana de Dermatología, la Asociación Canadiense de Dermatología y la Asociación Americana de Medicina.

### Consideraciones sobre la DHA
Durante las 24 horas posteriores a la aplicación de un autobronceador, la piel es especialmente susceptible de sufrir daño por la luz solar, tal y como quedó patente en el estudio realizado por los laboratorios Gematria Test Lab (Berlín) y liderado por Katinka Jung en 2007. En este estudio los científicos trataron muestras de piel con DHA y las expusieron al sol. Pasados 40 minutos desde la aplicación, pudieron encontrar más de un 180% de radicales libres adicionales en aquellas pieles que habían recibido el tratamiento de DHA, en comparación con las pieles no tratadas. La eritrulosa, otro autobronceador, ha demostrado producir un efecto similar al de la DHA. Después de aplicarse un autobronceador, se deberían evitar exposiciones largas o excesivas al sol, al menos durante las 24 horas siguientes a la aplicación. Existen cremas antioxidantes que podrían minimizar la producción de estos radicales libres. Aunque algunos autobronceadores contienen filtros solares, su efecto no dura demasiado tiempo tras su aplicación.
El estudio de Jung et al. confirmó los resultados preliminares en los que se proponía que la DHA en combinación con dimetil isosorbide potencia el proceso de bronceado. Este estudio también encontró que la DHA podía tener ciertos efectos nocivos en los aminoácidos y los ácidos nucleicos, lo cual no era muy recomendable para la piel.Ha ganado popularidad el bronceado con caña de azúcar pues presenta un beneficio frente a las cámaras de bronceado, de las que la misma la Asociación Española contra el Cáncer afirma que las lámparas y cámaras de bronceado plantean graves riesgos para la salud.